# Селма Тодорова
Селма Тодорова е българска художничка.

## Биография и творчество
Селма Тодорова е родена на 7 ноември 1962 г. в София. Завършва Национална художествена гимназия в София през 1981 г. и Националната художествена академия, София, през 1989 г. в класа на проф. Иван Газдов. Сред нейните преподаватели е проф. Александър Поплилов.
Художествените ѝ търсения са в изключително широк спектър: икона, илюстрация, оформление на книгата, дизайн на облекло, графичен дизайн, портрет, пейзаж, голо тяло, композиция. Рисува както акварел, така и маслена живопис, и представя над 50 свои самостоятелни изложби в България и чужбина.
Участва в редица телевизионни предавания, общи изложби, арт симпозиуми и форуми в България, Македония, Сърбия, Албания, Румъния, Италия, Испания, Индия, Пакистан, Китай, Индонезия, Корея, Тайван, Мароко, ЮАР, Турция, САЩ. Организатор на международни пленери в Индия и България. Преподава рисуване и живопис. Носител на множество национални и международни награди за акварел, маслена живопис, дизайн на облекло и цялостно творчество. Жури на международни конкурси. Член на СБХ и AIAP.
Ръководител на фондация IWS България (клон на IWS), куратор на Международно триенале на акварела – Варна, България 2016.
Нейни картини са собственост на редица институции, като Министерство на културата, Народно събрание, Община Сливен, СБХ, градски художествени галерии, посолства и колекционери в много страни. Нейни портрети на исторически личности се намират в галерии, тържествени зали и представителни офиси из страната.